# Seasons Greetings from Perry Como
Seasons Greetings from Perry Como – album studyjny amerykańskiego piosenkarza Perry’ego Como wydany w październiku 1959 roku przez wytwórnię RCA Victor. Jest to szósty długogrający album Como wydany w formacie 12-calowej płyty LP, a także trzeci jego album z muzyką bożonarodzeniową. Został nagrany 13, 14 i 15 lipca 1959 roku w Webster Hall w Nowym Jorku.

## Lista utworów

### Strona pierwsza
1. „(There’s No Place Like) Home for the Holidays”
2. „Winter Wonderland”
3. „Rudolph the Red-Nosed Reindeer”
4. „The Christmas Song (Merry Christmas to You)”
5. „Santa Claus is Comin' to Town”
6. „White Christmas”

### Strona druga
1. „Here We Come A-Caroling – We Wish You a Merry Christmas”
2. „God Rest Ye Merry, Gentlemen”
3. „O Holy Night”
4. The Story of the First Christmas (Medley):„ O Little Town of Bethlehem”; „Come, Come, Come to the Manger”; „The First Noël”; „O Come All Ye Faithful”; „We Three Kings of Orient Are”; „Silent Night”